# Flúðir
Flúðir est une localité islandaise de la municipalité de Hrunamannahreppur située dans la région de Suðurland. En 2015, le village comptait 419 habitants.

## Géographie

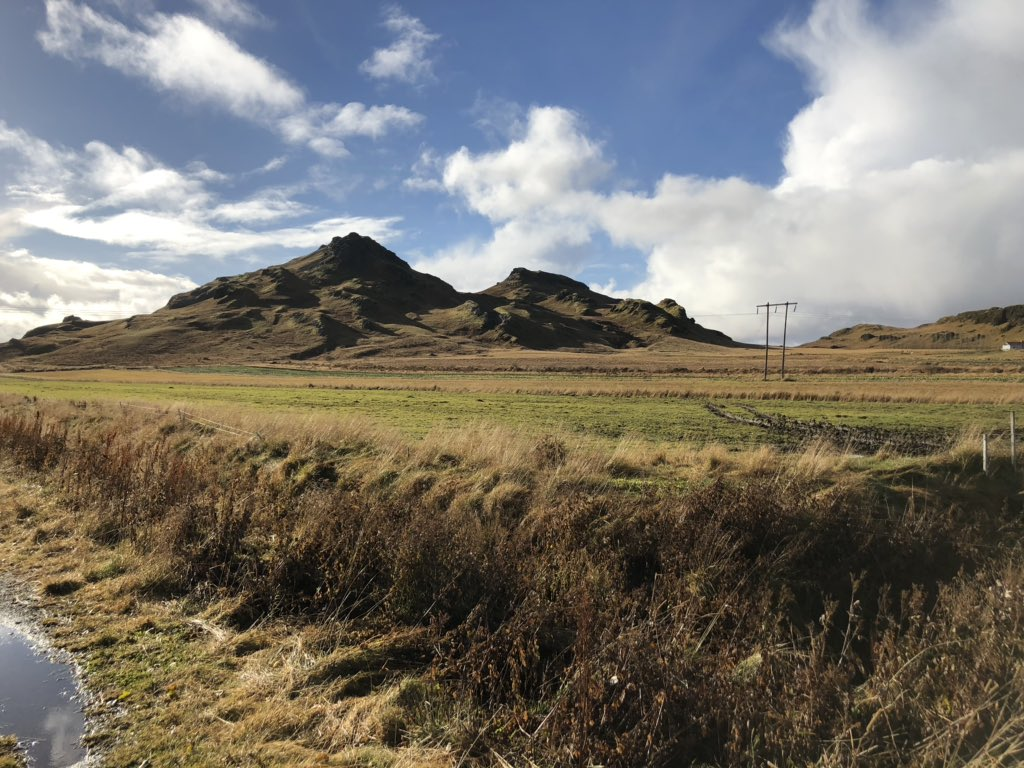
Colline Miðfell au sud de l'Islande (près de Flùdir) depuis la route 30.

Le paysage de Flúðir est dominé par les flancs verdoyants de la colline Miðfell (point culminant à 159 m). Cette localité est également bordée par la rivière Litla-Laxá.

## Démographie
En 2011, la localité comptait 394 personnes. En 2015, on y dénombrait officiellement 419 habitants.

## Économie
Le hameau s'est constitué autour de sources géothermiques permettant l'horticulture en serres. Il s'agit toujours du secteur économique le plus important de Flúðir. Le tourisme est aussi une industrie florissante pour la population locale : un terrain de camping (ouvert en été) et plusieurs hôtels permettent d'héberger les visiteurs de passage dans le sud-ouest du pays. En outre, un bain thermal, le Gamla Laugin (surnommé le « Lagon secret » de Flúðir) est aussi prisé par les vacanciers et les habitants de la région pour ses eaux constamment maintenues autour de 38 °C à 40 °C.

## Personnalités liées à la localité
l'actrice suédoise Noomi Rapace passe une partie de son enfance à Flúðir.